# Kleine Breitnasenfledermäuse
Kleine Breitnasenfledermäuse (Scotorepens) sind eine Fledermaus-Gattung innerhalb der Familie Glattnasen mit vier Arten, die in der biogeographischen Region Australis vorkommen. Vor Aufstellung der neuen Gattung wurden die Arten zu den Amerikanischen Abendseglern (Nycticeius) gezählt.
Laut Mammal Species of the World (2005) und Weltnaturschutzunion (IUCN) enthält die Gattung folgende Arten:
- Scotorepens balstoni, zentrale Gebiete Australiens sowie im Westen und Südosten bis an die Küste.
- Scotorepens greyii, Nord- und Ost-Australien.
- Scotorepens orion, Australiens Südostküste und östliche Kap-York-Halbinsel.
- Scotorepens sanborni, nördliches Australien, südliches Neuguinea und auf Timor.

Kleine Breitnasenfledermäuse erreichen eine Kopf-Rumpf-Länge von 37 bis 65 mm und eine Schwanzlänge von 25 bis 42 mm. Sie wiegen 6 bis 18 g. Das Fell hat am Rücken eine braune, graubraune oder olivbraune Farbe, der Bauch ist meist heller. Die Arten gleichen den Amerikanischen Abendseglern im Körperbau und haben wie diese eine annähernd viereckige Schnauze und nur einen oberen Schneidezahn in jeder Kieferhälfte. Dagegen kommt bei ihnen der dritte obere Molar nur rudimentär vor.
Diese Fledermäuse leben in unterschiedlichen Habitaten, benötigen jedoch Teiche oder andere Wasserstellen in der Umgebung. Sie ruhen am Tage in Baumhöhlen oder Gebäuden und bilden dort kleinere Kolonien. In der Nacht jagen sie fliegende Insekten. Männchen und Weibchen paaren sich vor dem australischen Winter, nach sieben Monaten Trächtigkeit werden ein oder zwei Junge geboren. Diese klammern sich in den ersten 10 Tagen ans Fell der Mutter und bleiben später im Versteck, wenn die älteren Tiere jagen. Nach etwa fünf Wochen können sie selbst fliegen.
Die Weltnaturschutzunion listet alle Arten als „nicht gefährdet“ (Least Concern).